# INS 에일라트
INS 에일라트는 이스라엘 해군의 사르5급 초계함의 1번함이다. 미국 미시시피주의 최대 민간기업인 잉걸스 조선소에서 1993년 건조되었다. 사르5급은 모두 3척이 건조되어 사용중이다. 모항은 이스라엘 하이파이다. 1980년대 초반에 계약이 되었다.
사르4.5급 미사일정이 만재배수량 500톤, 사르4급 미사일정이 만재배수량 450톤이고 모두 이스라엘 조선소에서 건조된 것에 비해, 사르5급 초계함은 만재배수량 1200톤에 미국의 대표적인 군함제작사인 잉걸스 조선소에서 건조되었고, 헬기까지 탑재한다. 즉, 이스라엘 해군에서 헬기가 탑재되는 전투함은 사르5급 초계함 3척뿐이다.
이스라엘은 영국 구축함인 질러스함을 수입해서 에일라트함으로 쓴 적이 있다. 해전 역사를 바꾸었다는 에일라트호 격침 사건은 매우 유명하다. HMS 질러스 (R39) 참조.

## 같이 보기
- 에이라트호 격침 사건